# SporeSat
SporeSat war ein amerikanischer Forschungssatellit. Gebaut wurde er nach dem Cubesat-Standard mit einer Größe von 3U. Er sollte den Einfluss von Gravitation auf die Entwicklung von Sporen untersuchen. Der Satellit war ein Gemeinschaftsprojekt zwischen dem Ames Research Center der NASA und der Abteilung für Landwirtschaft der Purdue University.

## Start
Der Start fand am 18. April 2014 an Bord einer Falcon 9 v1.1 als sekundäre Nutzlast vom LC-40 auf der Cape Canaveral Air Force Station in Florida statt.

## Wissenschaftliche Mission
An Bord von SporeSat befanden sich drei Schälchen mit jeweils 32 Sporen von Farnen. Zwei der Schälchen wurden während der Mission in Rotation versetzt, um Schwerkraft zu simulieren. In der dritten Schale beobachtete man das Wachstum in der Schwerelosigkeit. Als Amateurfunksatellit wurde von SporeSat im 70-Zentimeter-Band auf 437,1 MHz mit AX.25 alle 5 Sekunden das Signal einer Telemetriebake ausgesendet.
Am 4. Juni 2014 trat SporeSat in die Erdatmosphäre ein und verglühte.